# 上南津留村
上南津留村（かみみなみづるむら）は、大分県北海部郡にあった村。現在の臼杵市の一部にあたる。

## 地理
臼杵川の上中流域に位置していた。

## 歴史
- 1889年（明治22年）4月1日、町村制の施行により、北海部郡左津留村、乙見村、掻懐村、東神野村、高山村、中尾村が合併して村制施行し、上南津留村が発足[1][2]。旧村名を継承した左津留、乙見、掻懐、東神野、高山、中尾の6大字を編成[2]。
- 1907年（明治40年）7月1日、北海部郡中臼杵村と合併し南津留村を新設して廃止された[1][2]。

## 産業
- 農業